# Schützensteuerung

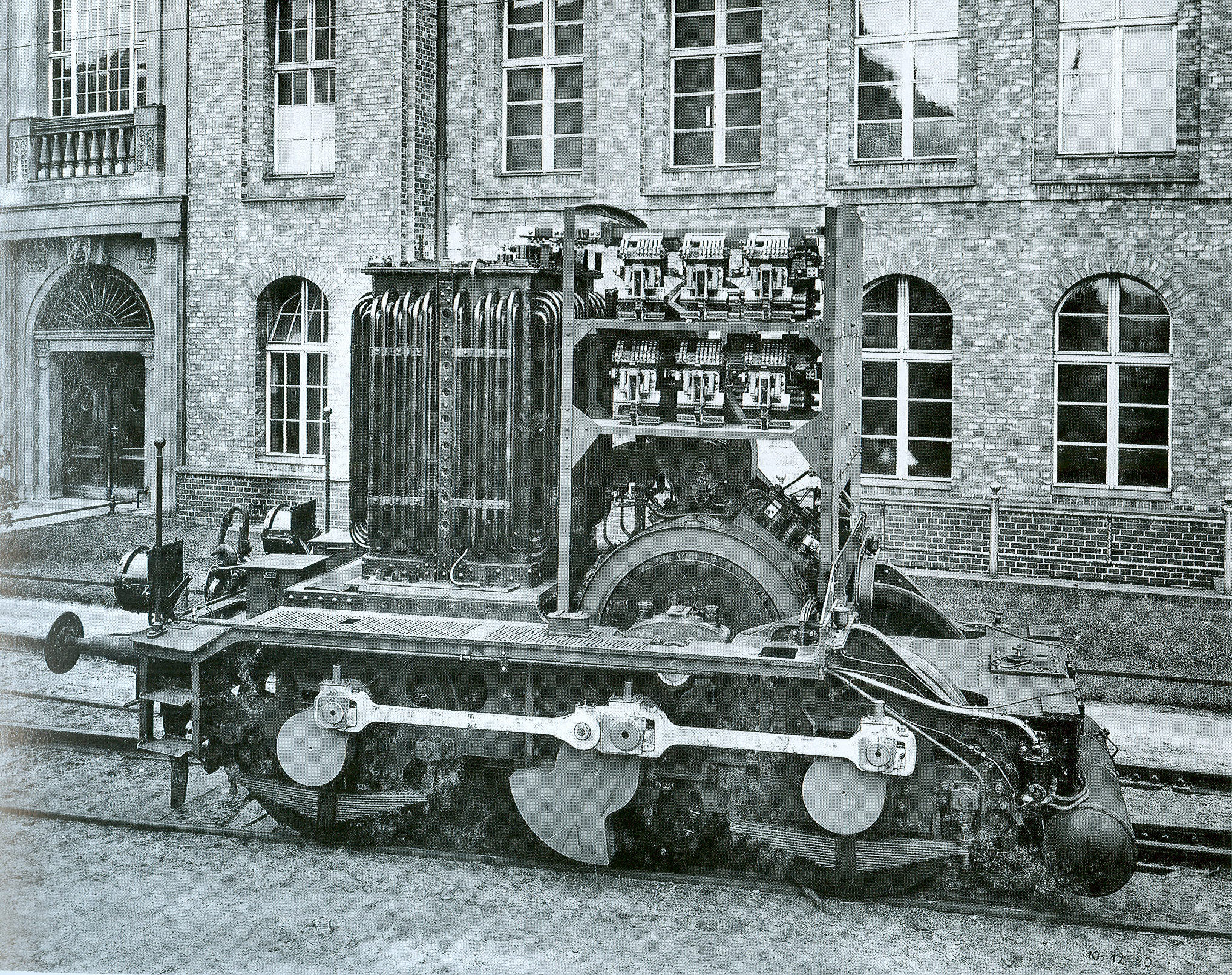
Schützensteuerung im Gestell über dem Fahrmotor bei einem Endgestell der E 91.3

Die Schützensteuerung, kurz Schützsteuerung, bei Verwendung einer elektropneumatische Ansteuerung auch als Hüpfersteuerung oder Stufenhüpfer bezeichnet, ist eine Bauform der Ansteuerung von Stufenschaltern, die für die Steuerung von Wechselstrom- und Gleichstromleistungskreisen genutzt wird. Eine häufige Anwendung ist die Steuerung von Fahrmotoren bei Schienenfahrzeugen.
Die Schützensteuerung wird seit den 1900er Jahren bei Bahnfahrzeugen als einfache Form der Mehrfachtraktionssteuerung angewandt, sodass von einem Führerstand aus mehrere Fahrzeuge bedient werden können. Sie setzte sich besonders bei Elektrolokomotiven hoher Leistung durch.
Für die Steuerung werden Schütze verschiedener Ausführungen und Bauformen verwendet. Die elektropneumatischen Schütze werden als Hüpfer bezeichnet. Die Schützensteuerung wurde ab den 1930er Jahren zunehmend durch Nockenschaltwerke und durch Stufenschalter abgelöst, die über einen ferngesteuerten Luftmotor angetrieben werden. Diese Varianten sind wartungsärmer und lassen mehr Schaltstufen zu, sodass feinere Steuerung gebaut werden konnten. Bei elektrischen Triebwagen kamen Schützensteuerungen bis in die 1990er Jahre zur Anwendung, wobei die Ansteuerung über computerisierte Leittechnik erfolgte.  Danach wurde die Schützensteuerung durch Leistungselektronikschaltungen abgelöst.

## Entwicklungsgeschichte

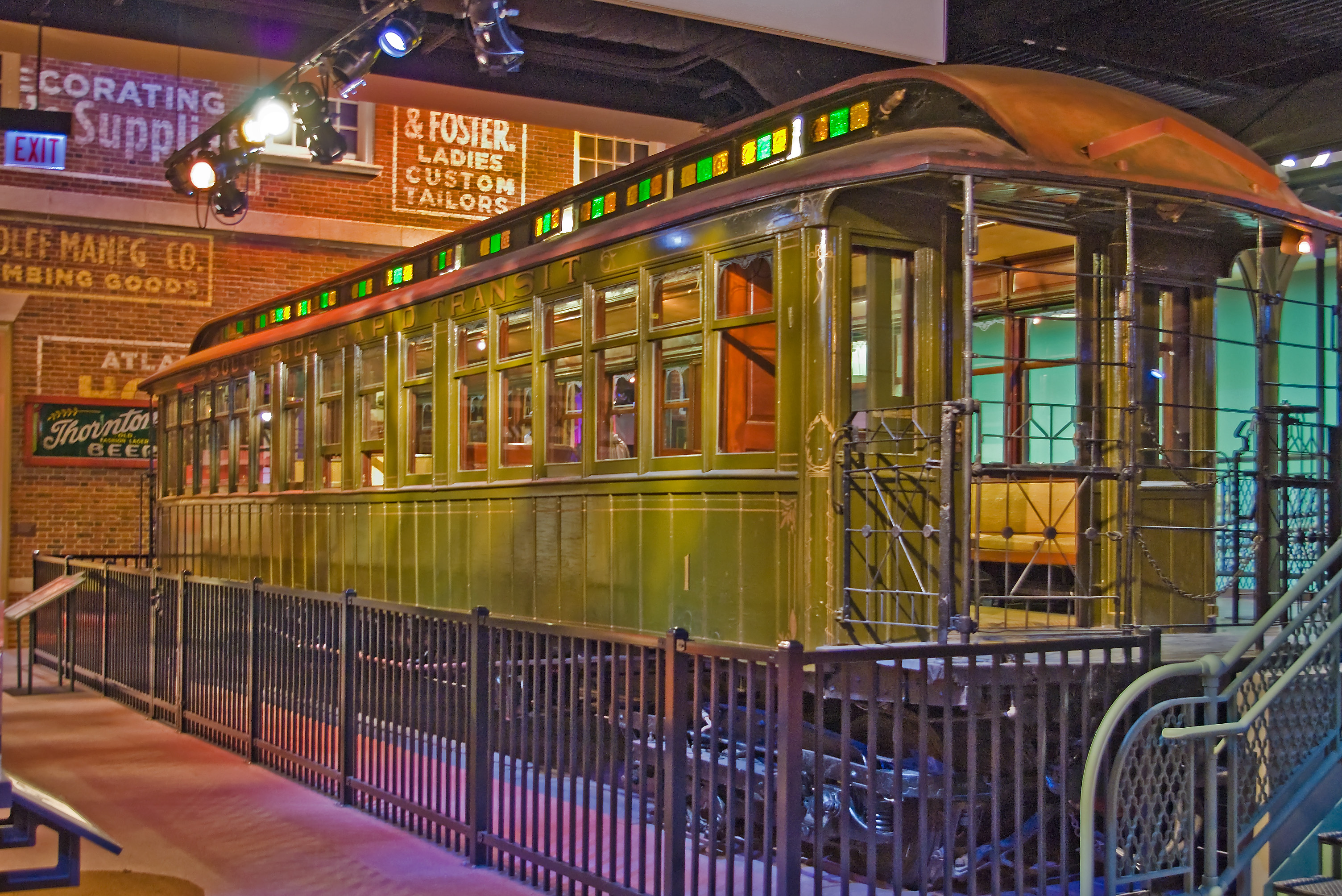
Triebwagen Nr. 1 der South Side Elevated Railroad in Chicago war das erste Fahrzeug mit Schützensteuerung

Die Schützensteuerung war eine der ersten Möglichkeiten zur Steuerung verschiedener Spannungen von Gleich- und Wechselstrommotoren in elektrischen Triebwagen und Lokomotiven. Sie wurde entwickelt, um speziell bei Fahrzeugen von Straßenbahnen und Untergrundbahnen mehrere über den ganzen Zug verteilte Antriebe gleichzeitig ansteuern zu können und so eine Mehrfachtraktion von einem Führerstand aus zu ermöglichen. Als Nebeneffekt ergab sich so de facto eine Form der Vielfachsteuerung.
Erfunden wurde die Schützensteuerung 1895 in den USA durch den Elektropionier Frank Julian Sprague und 1897 von ihm bei den Triebwagen der Chicago South Side Elevated Railroad erstmals angewandt. Es gelang ihm auf diese Weise, die Steuerung von den mit hohen Strömen belasteten Motorstromkreisen zu trennen. Es war damit nicht mehr notwendig, den Fahrstrom des ganzen Zuges durch den Fahrschalter des führenden Fahrzeuges zu führen und über Leitungen in alle geführten Fahrzeuge zu verteilen. Jedes Fahrzeug erhielt seine eigenen Hauptstromkreise, die über lokale Stromabnehmer mit Energie versorgt wurden. Die Leistung konnte über die in jedem Wagen angeordnete Schützensteuerung eingestellt werden. Diese wurde vom Kontroller auf dem Führerstand des führenden Fahrzeuges über durch den Zug führende Steuerleitungen ferngesteuert.
In Amerika war die Schützensteuerung von Anfang an ein Erfolg und trug maßgeblich zur Entstehung von Untergrund- und Hochbahnen bei. Die frühesten Anwendungen in Europa waren die mit der Steuerung System Thomson multiple ausgerüsteten Sprague-Thomson-Wagen der Pariser Metro ab 1907 und die mit 1.200 V Gleichstrom betrieben Triebwagen der Überetscher- und Mendelbahn mit elektrischer Ausrüstung von Ganz & Co. in Südtirol im Jahr 1911. In Paris war vor allem ein durch die mit hohen Strömen belastete Steuerung ausgelöster Brandunfall Auslöser der Entwicklung von Metrofahrzeugen mit Schützensteuerung.

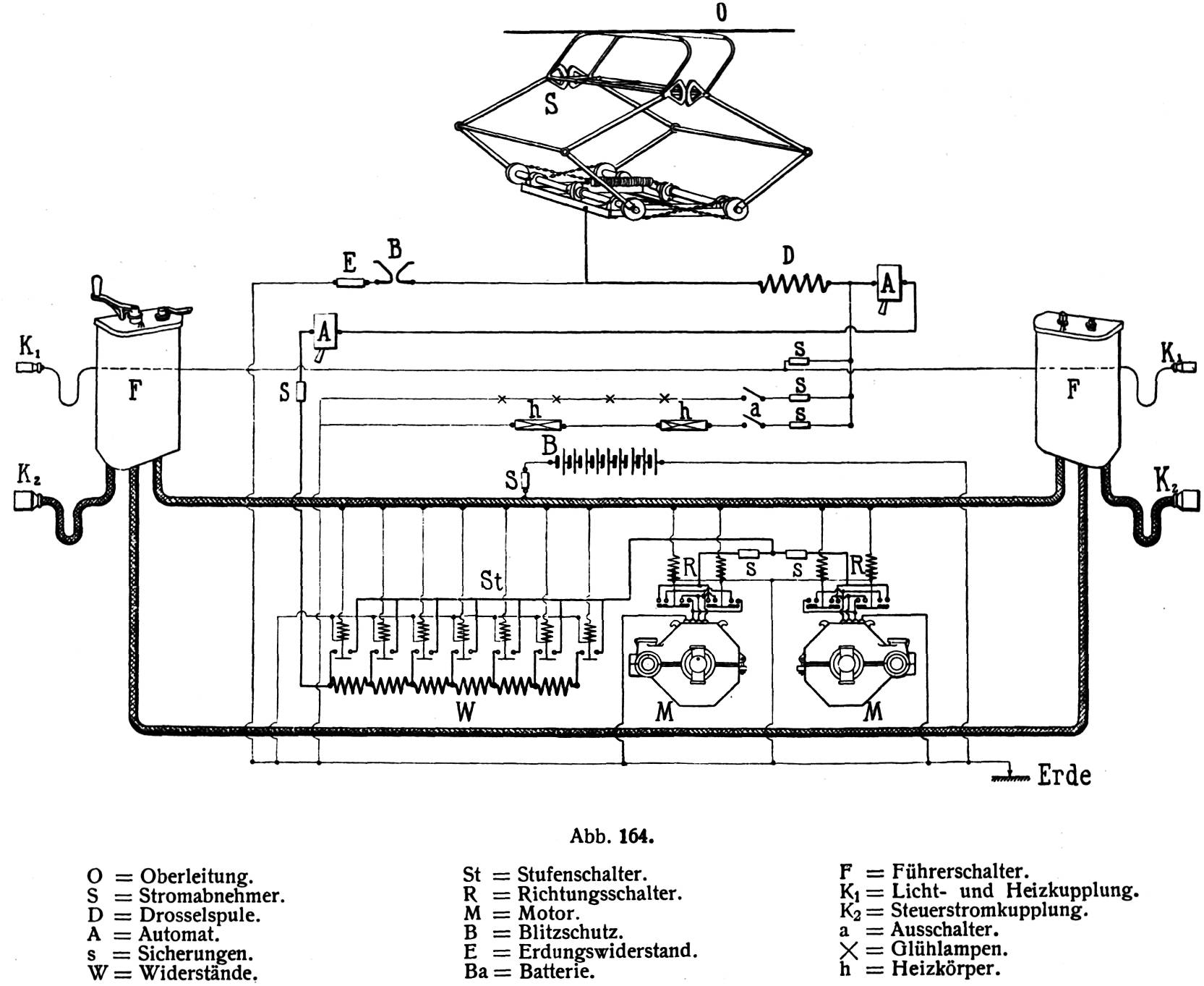
Prinzipdarstellung einer Gleichstrom-Schützensteuerung (1912)

In Deutschland wurde die Schützensteuerung erstmals der mit Einphasen-Reihenschlussmotor ausgerüsteten elektrischen Lokomotive ES 1 der Preußischen Staatseisenbahn angewendet. Die schwer zu beherrschenden mechanischen Getriebe des damals verwendeten Drehtransformators waren in der Bedienung umständlich und durch ihr Gewicht schwer zu bedienen, die Schützensteuerung sorgte in Folge für eine weitestgehende Vereinfachung der Bedienung.
Auch in den Nachbarländern wie Österreich-Ungarn, der Schweiz und Frankreich sollte sich diese Art der Steuerung rasch bei Wechselstrom-Elektrolokomotiven durchsetzen. Ähnlich war die Herangehensweise bei Gleichstrommotoren, mit zunehmender Leistung und Erhöhung der Fahrdrahtspannung sowie der Einführung des Einzelachsantriebes kamen auch hier zunehmend Schützensteuerungen zur Anwendung.
Die verschiedenartigen Steuerungsarten entstanden im Wettbewerb zwischen allen renommierten elektrotechnischen Firmen. Die Schützensteuerung war über lange Zeit die zahlenmäßig dominierende Steuerungsart von elektrischen Lokomotiven, viele solcher Maschinen blieben museal erhalten. Beispiele sind die folgenden Lokomotiven:
- DB E 69 02, E 95, E 77
- ÖBB 1245, 1040, 1099
- SBB Re 4/4 I, Ae 3/5, Ae 3/6 III.

## Technik

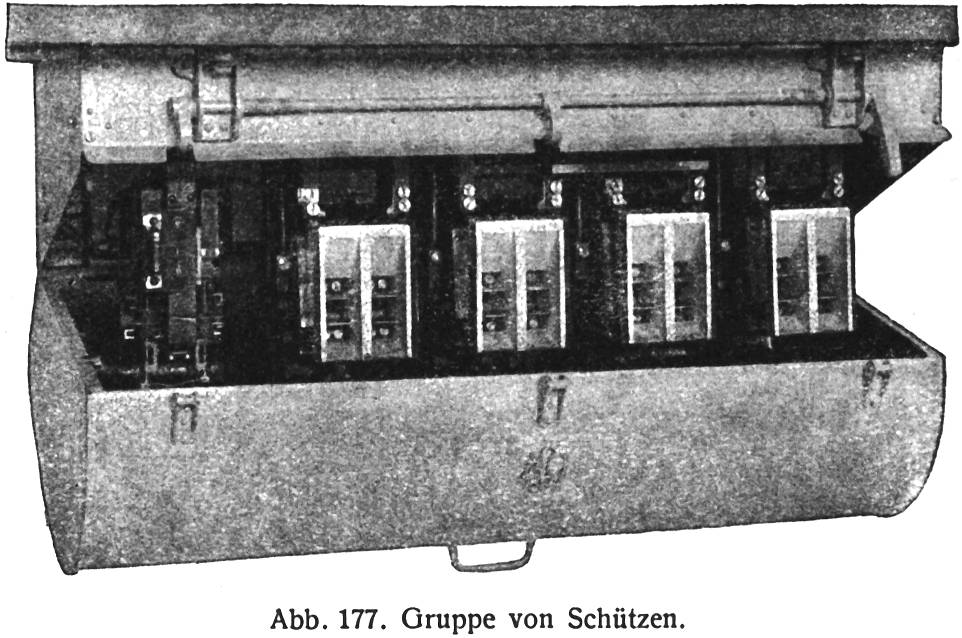
Schützenkasten mit Schaltschützen (1912)

Zweck der Schützensteuerung ist, die Leistung an der Last durch Ändern der zugeführten Spannung zu steuern. Bei Gleichstromfahrzeugen werden den Fahrmotoren verschiedene Widerstandsstufen zugeschaltet, bei Wechselstromfahrzeugen wird die Spannung von verschiedenen Abgriffen auf der Sekundärseite des Leistungstransformators den Fahrmotoren zugeschaltet. Diese Schaltvorgänge in den Hochspannungskreisen der Fahrzeuge werden bei der Schützensteuerung durch elektromagnetische Schützen oder elektropneumatische Hüpfer ausgeführt, die vom Führerstand über einen Fahrschalter mit ungefährlicher Kleinspannung angesteuert werden. Bei den Hüpfern betätigt die Kleinspannung nicht den Anker der Schütze, sondern ein pneumatisches Ventil, das die Druckluft zur Betätigung des beweglichen Kontaktes freigibt. Dadurch sinkt der Energiebedarf im Steuerstromkreis. Im Allgemeinen können die Fahrschalter in den Führerständen klein gehalten werden, da sie nur kleine Ströme schalten müssen, die keine besonderen Anforderungen an die Funkenlöschung stellen.

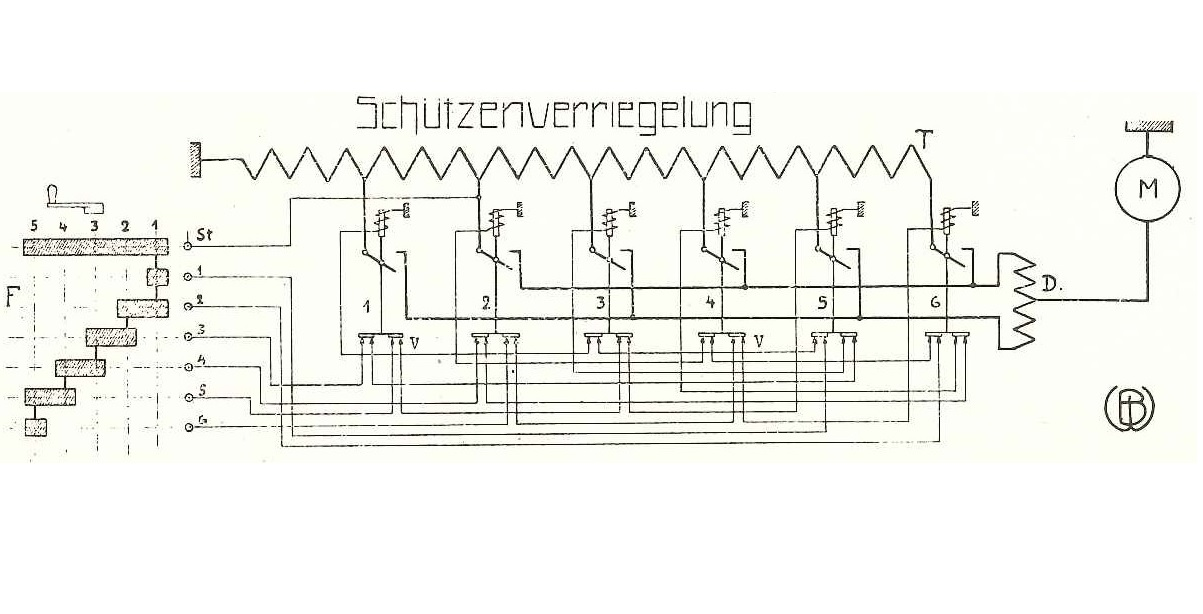
Schützensteuerung mit fünf Fahrstufen und elektromagnetischer Verriegelung zwischen den Schützen

Eine Steuerung eines Einphasen-Reihenschlussmotors mit fünf Fahrstufen ist im Prinzipschaltbild rechts dargestellt. In jeder Fahrstufe wird der Motor über Schütze und die Überschaltdrosselspule D mit zwei Anzapfungen des Transformators verbunden. Der Motor erhält dadurch das arithmetischen Mittel der Spannungen von zwei Anzapfungen. Der Schaltvorgang zwischen den Fahrstufen erfolgt unterbrechungsfrei, sodass keine Schaltüberspannungen durch Öffnen von Schützen entstehen. Beim Schalten auf eine höhere Fahrstufe wird das Schütz für die Anzapfung der höheren Stufe erst geschlossen, wenn das Schütz der tieferen Stufe abgefallen ist. Beim Abwärtsschalten wird der Schaltvorgang umgekehrt ausgeführt. An den Schützen sorgen Verriegelungskontakte V dafür, dass niemals Schütze mit einem gemeinsamen Anschluss an die Drossel D gleichzeitig eingeschaltet sind, weil dies zu einem Kurzschluss am Transformator führen würde. Der Verriegelungskontakt des eingeschalteten Schützes unterbricht die Stromzufuhr zu den Spulen der anderen Schützen der Gruppe.

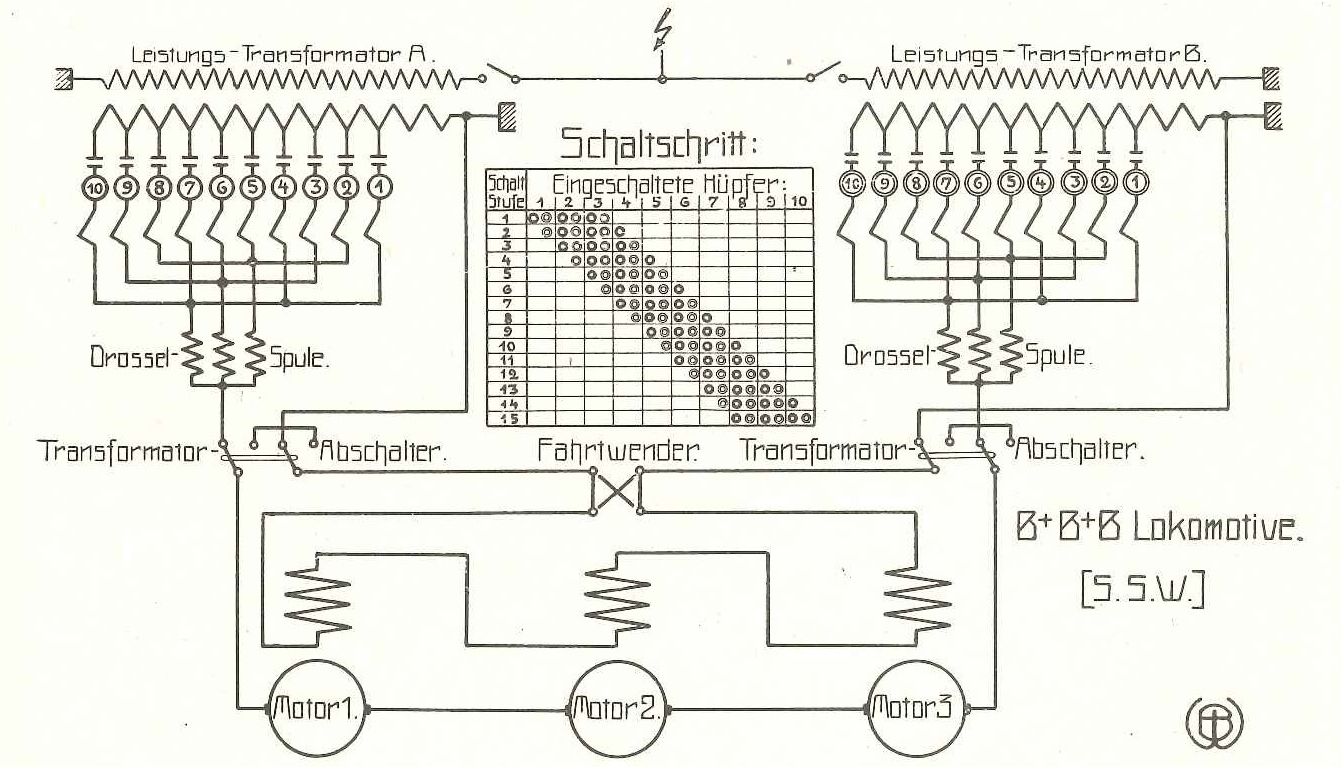
Schützensteuerung einer E 91.3 mit dreifach gepolter Drosselspule und zweifacher Anzapfung der Sekundärwicklung des Transformators

Diese Schaltung war die allgemeine Herangehensweise bei der Schützensteuerung. Sollten größere Zuglasten gesteuert werde, behalf man sich mit mehr Anzapfungen am Transformator und mehr Leitungen zur Drosselspule. Im Beispiel der E 91.3 waren zwei Transformatoren vorhanden, dadurch bestand eine Sicherheit gegen Defekt eines Transformators, außerdem existierten bei dieser Lokomotive drei Leitungen zur Drosselspule. Dadurch konnten jeweils drei Schütze gleichzeitig eingeschaltet werden. Die zu steuernden Fahrmotoren waren in Reihe geschaltet. Sie besaßen eine Ausschaltsteuerung, um einen defekten elektrischen Motor abzuschalten. Lokomotiven mit nur einem Transformator besaßen die Möglichkeit der doppelten Anzapfung der Sekundärseite, dadurch konnte, wie bei den E 71.1 praktiziert, ebenfalls die Zahl der Anzapfungen erhöht werden. Ein Ausfall der Steuerspannung hatte ein sofortiges Abfallen aller Schütze zur Folge, der Bediener konnte die Schützsteuerung dann nur über die Fahrschalterstellung 0 wieder aufbauen.

## Anwendung
Schützensteuerungen wurden bevorzugt bei elektrischen Fahrzeugen für verschiedene Dienste eingesetzt und zeigten gute Resultate, bis die Steuerung mit Nockenschaltwerk und Feinsteller aufkam. Anfangs waren sie auch eine große Erleichterung der Bedienung gegenüber der Bedienung mit einem Drehtransformator oder einer Steuerung mit Bürstenverstellung wie bei dem Repulsionsmotor. Besonders war ihre Anwendung erforderlich bei Lokomotiven mit mehreren elektrischen Motoren, und so waren die ersten Lokomotiven mit Mehrmotorantrieb, wie die deutsche E 71.1 oder die österreichische 1170 auch mit ihr ausgerüstet.
Es sind in der Literatur keine Mängel bei den betreffenden Lokomotiven aufgeführt. Über bestimmte Unzulänglichkeiten wie die nach wie vor geringe Anzahl der Fahrstufen sowie das Klebenbleiben sah man anfangs großzügig hinweg, die Loks waren zu der Zeit mit zwei Mann besetzt und die zu befördernden Lasten hielten sich durch die geringen Streckenentfernungen in Grenzen. Lokomotiven mit Einzelachsantrieb bedingten eine Schützensteuerung.

### Deutschland
Lange Zeit war die Schützensteuerung die dominierende Bauart für elektrische Nahverkehrs-Triebwagen, beispielsweise die BVG-Baureihe B und die DR-Baureihe ET 41. Sie gab auch den Schützenwagen der Berliner Straßenbahn den Namen.
Mit der deutschen E 95 war ein Grenzfall bei der Anwendung der Schützensteuerung eingetreten, hinsichtlich der zu steuernden Zugkräfte und der Fertigungskosten. Als die Fahrzeuge mit Nockenschaltwerk und Feinsteller aufkamen, änderte sich die Einstellung der Lokpersonale, war doch mit ihnen ein viel feinstufigeres Schalten möglich. Als dann noch die Umstellung auf Einmannbedienung aufkam, bedeutete das für die Lokomotiven mit Schützensteuerung zumindest in Deutschland das Aus. Sofern sie nicht umgerüstet wurden, wurden sie ausgemustert.

### Österreich

NÖLB E (1910)

Ab den 1900er Jahren gab es mit Schützensteuerung ausgerüstete Triebwagen für Gleichstrombetrieb auch in Österreich-Ungarn. 1910 wurden mit den Elektrolokomotiven der Mariazellerbahn erstmals auch größere, mit Wechselstrom betriebene Lokomotiven mit einer solchen ausgerüstet. 1912 folgte mit der Reihe 1060 der k.k. Staatsbahnen die erste Vollbahn-Maschine mit Schützensteuerung für die Mittenwaldbahn, 1914 die Reihe Ewp der Lokalbahn Wien-Pressburg. 
Bei den Triebwagen der Type N der Wiener Stadtbahn (1925) und der Reihe 220/230 der Wiener Lokalbahn (1927/28) kam die Schützensteuerung in elektro-pneumatischer Form auch bei Schnellbahn-Triebwagen zur Ausführung. Bis in die 1950er Jahre war die Schützensteuerung die dominierende Bauart von Steuerungen bei elektrischen Triebfahrzeugen in Österreich. Die letzte Neuentwicklung mit Schützensteuerung waren 1956 die Gepäcktriebwagen der Reihe 4061 (spätere 1046).

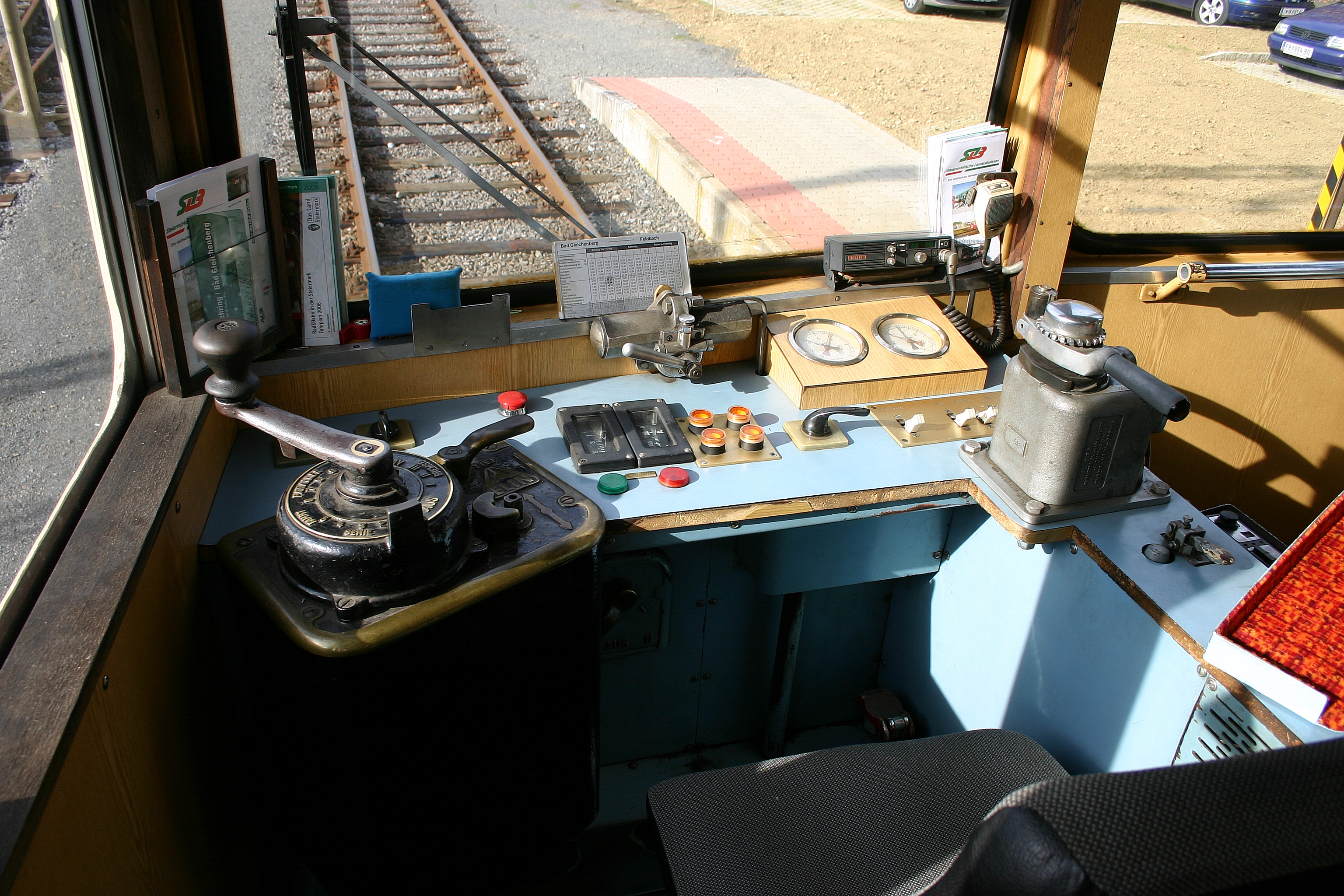
Führerstand des ET 1 der Gleichenberger Bahn (1930) mit ELIN-Kontroller (links)

In Österreich fahren Lokomotiven und Triebwagen mit Schützensteuerung teilweise bis heute. Bis Anfang dieses Jahrtausends waren die Altbau-Elektrolokomotiven der Reihen 1245 (bis 1995), 1040, 1041, 1141 sowie 1046 (bis 2003) der Österreichischen Bundesbahnen ein gewohntes Bild auf Bahnstrecken und mit ihnen das bekannte Geräusch der Schützensteuerung. Die schmalspurigen Lokomotiven der Reihe 1099 von 1910/11 fuhren sogar bis in das Jahr 2013 im täglichen Verkehr und seit der grundlegenden Modernisierung in den 1960er Jahren ausschließlich einmännig. Auch heute fahren noch einige (mit Gleichstrom betriebene) Fahrzeuge mit Schützensteuerung im täglichen Betrieb in Österreich, jedoch ausschließlich auf Nebenstrecken von Privatbahnen. Es sind dies u. a. Güterzugs-Lokomotiven von Stern & Hafferl, weiters die in den frühen 1950er Jahren gebauten „Grazer“ Triebwagen der Linzer Lokalbahn und die beiden (zwischenzeitlich modernisierten) Fahrzeuge der Lokalbahn Feldbach – Bad Gleichenberg von 1930.

### Schweiz
In der Schweiz kam die Schützensteuerung bei Lokomotiven in der Form der Hüpfersteuerung der Société Anonyme des Ateliers de Sécheron (SAAS) zum Einsatz. Sie wurde in den Ae 3/5, Ae 3/6 III, Be 4/7 und Re 4/4 I der SBB verwendet, kam aber auch noch in anderen Fahrzeugen zum Einsatz. Schützensteuerungen wurden vor allem auch bei Triebwagen für Schmalspur- und Straßenbahnen angewandt. Die letzten Fahrzeuge, die mit einer elektronisch angesteuerten Hüpfersteuerung ausgerüstet wurden, waren die 1986 gebauten Be 8/8 für die Forchbahn und die 1993 gebauten BDe 4/4 für die Waldenburgerbahn.

## Hersteller
Hersteller von Schützensteuerungen waren im deutschsprachigen Raum unter anderem die Firmen AEG-Union, Siemens-Schuckertwerke (SSW), Brown-Boveri (BBC), Österreichische Siemens-Schuckert-Werke (ÖSSW), Österreichische Brown, Boveri-Werke (BBC), ELIN, Société Anonyme des Ateliers de Sécheron (SAAS), die Maschinenfabrik Oerlikon (MFO) und die Bergmann Electricitäts-Werke (BEW).